# 淡水河
淡水河（たんすい-か）は、台湾北部を流れる川。台湾三大河川の一つであり、台湾第3位の流域面積を誇る川である。狭義の淡水河としては、大漢渓と新店渓の於板橋江子翠での合流地点から淡水油車口河口までの範囲を指す。
淡水河は北部地区の主要な水源であり、大漢渓上流には石門水庫が、新店渓支流の北勢渓には翡翠水庫、基隆河流域には新山水庫が設けられている。

## 支流
下流より記載
- 基隆河 - 新北市平渓区菁桐坑に源を発し、瑞芳区を東北東に流れ、基隆市暖暖区付近で西向きに流れを変え、汐止区を経由して台北盆地（中国語版）に流入する。
- 大漢渓 - 雪山山脈布秀蘭山、品田山間に源を発する。この流域を特に塔克金渓と称している。復興郷に至り大漢渓と名称を変え西に流れを変え、三光渓（中国語版）を合わせた後に石門水庫へと注ぐ。鳶山堰（中国語版）下流は板新水廠の水源とされ的、江子翠（江仔嘴）にて東に流れを変え、社子で基隆河に合流する。
- 新店渓

## 水運

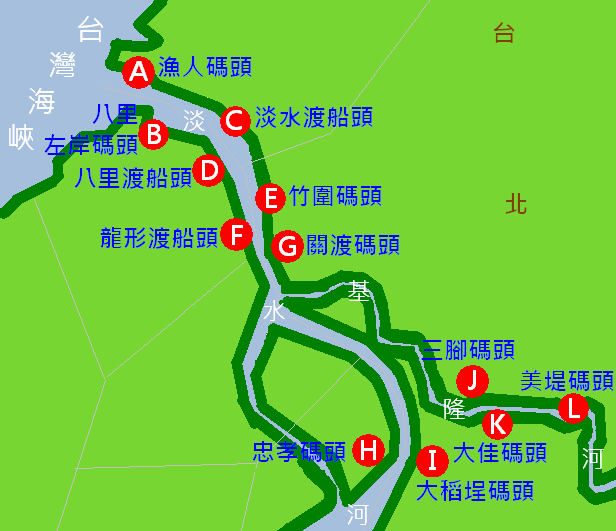
淡水河水系の主要船着き場

淡水河は川幅が広く、流速と流量も通年で穏やかであるため以前より台湾で数少ない水運が可能な河川となっている。豊富な水量により淡水河だけでなく大漢渓、新店渓、基隆河などの支流も含めて原住民のケタガラン族と大陸から渡来した漢族が可住地域を確保した。水運の発達により流域の拠点には市街地が形成され、その後淡水港の対外貿易と台北の都市発展に寄与した。
日本統治時代の淡水河は水深が深く船舶の運航に支障がなかったため、沿岸の各集落間の往来はや貿易路は淡水河の水運が多くを占めていた。明朝から清朝初期には基隆河の水運が淡水河から暖暖まで通じ、そこから陸路で基隆へ物資が運ばれていた。
清朝末期の時点でも基隆河は基隆と錫口の水運を担うことで大稲埕への物資と人員輸送で大きな役割を果たしていただけでなく、清朝時代は大漢渓の水運は大渓（現桃園市）にまで達していた。しかし地理環境の変遷や淡水河の土砂が堆積し水運は徐々に衰退していく。現在は淡水河の水運は大稲埕碼頭、関渡碼頭に集中し、また淡水区と八里区の渡船が両岸住民の往来需要を支えている。

### 航路
以下の一覧は現在淡水河エリアの碼頭と航路。
台北市政府交通局公共運輸処が管轄し、民間数社が運航する「藍色公路（水上バス）」および新北市政府交通局が管轄する「新北市水上巴士」がある。
| 藍色公路     |                 |        |        |          |                                       |                                       |                                       |                                       |                                       |
| 大稲埕碼頭   | Dadaocheng Pier | 台北市 | 大同区 | 大稲埕   | →忠孝碼頭、淡水港方面                 | →忠孝碼頭、淡水港方面                 | →忠孝碼頭、淡水港方面                 | →忠孝碼頭、淡水港方面                 | →忠孝碼頭、淡水港方面                 |
| 関渡碼頭     | Kuantu Pier     | 台北市 | 北投区 | 関渡     | →淡水港、淡水漁人碼頭方面             | →淡水港、淡水漁人碼頭方面             | →淡水港、淡水漁人碼頭方面             | →淡水港、淡水漁人碼頭方面             | →淡水港、淡水漁人碼頭方面             |
| 淡水港       | Tamsui Pier     | 新北市 | 淡水区 | 淡水老街 | →淡水漁人碼頭、八里左岸、関渡碼頭方面 | →淡水漁人碼頭、八里左岸、関渡碼頭方面 | →淡水漁人碼頭、八里左岸、関渡碼頭方面 | →淡水漁人碼頭、八里左岸、関渡碼頭方面 | →淡水漁人碼頭、八里左岸、関渡碼頭方面 |
| 八里左岸碼頭 | Tamsui Pier     | 新北市 | 八里区 | 八里左岸 | →淡水港、淡水漁人碼頭、関渡碼頭方面   | →淡水港、淡水漁人碼頭、関渡碼頭方面   | →淡水港、淡水漁人碼頭、関渡碼頭方面   | →淡水港、淡水漁人碼頭、関渡碼頭方面   | →淡水港、淡水漁人碼頭、関渡碼頭方面   |
| 忠孝碼頭     | ChungHau Pier   | 新北市 | 三重区 | 忠孝橋   | →大稲埕碼頭、華江碼頭、八里碼頭方面   | →大稲埕碼頭、華江碼頭、八里碼頭方面   | →大稲埕碼頭、華江碼頭、八里碼頭方面   | →大稲埕碼頭、華江碼頭、八里碼頭方面   | →大稲埕碼頭、華江碼頭、八里碼頭方面   |